# L'Astronome et sa femme
 (avril 2025).
L'Astronome et sa femme est un tableau peint à l'huile à la fin des années 1640 par l'artiste flamand Gonzales Coques. Il fait partie des collections du musée des Beaux-Arts de Strasbourg, sous le numéro d'inventaire 580.

## Historique
En 1899, le tableau est identifié par Georg Dehio comme étant du « cercle de Gonzales Coques, vers 1648 », mais déjà en 1903, le même spécialiste définit son auteur comme un « peintre hollandais anonyme, entre 1660 et 1670 ». Cela s'explique par le fait que, sur base de la nature supposée des instruments scientifiques, la personne de sexe masculin a été identifiée comme étant le scientifique néerlandais Christian Huygens. Il a cependant été établi depuis que la ressemblance avec Huygens n'est que superficielle et que les instruments sont antérieurs à ceux d'Huygens. Bien que certains spécialistes néerlandais aient suggéré que L'Astronome et sa Femme aient pu être peints par Cornelis de Man, l'attribution à Gonzales Coques lui-même est généralement admise depuis 1938. Des éléments stylistiques indiquent une influence hollandaise, Coques ayant séjourné aux Provinces-Unies entre 1645 et 1648.